# Hôtel de ville d'Orange
L'Hôtel de ville d'Orange dispose d'un beffroi classé monument historique. Il est situé dans la ville d'Orange, dans le département français de Vaucluse en région Provence-Alpes-Côte d'Azur.

## Histoire
Son beffroi est classé monument historique par arrêté du 11 octobre 1907.